# Hilda Borgström
Hilda Borgström est une actrice suédoise née à Stockholm le 13 octobre 1871 et décédée le 2 janvier 1953 dans la même ville.

## Biographie
Hilda Borgström est d'abord une des grandes interprètes des œuvres d'Ibsen et d'August Strindberg au théâtre, mais son répertoire  englobe également Molière, Georges Feydeau, Arthur Schnitzler et Lessing. Grâce à Victor Sjöström, elle débute au cinéma dans Un mariage secret (1912). Elle incarne également l'héroïne d' Ingeborg Holm et l'épouse malheureuse de David Holm - incarné par Victor Sjöström - dans le célèbre La Charrette fantôme (1921). Elle va, par la suite, poursuivre une riche carrière dans le cinéma suédois dans des films réalisés, en particulier, par Gustaf Molander.

## Filmographie
- 1912 : Un mariage secret (Ett hemligt giftermål), de Victor Sjöström
- 1912 : Le Flirt d'été de Lady Marion (Lady Marions sommarflirt), de Victor Sjöström
- 1913 : Ingeborg Holm, de Victor Sjöström
- 1914 : Ne jugez pas (Dömen icke), de Victor Sjöström
- 1921 : La Charrette fantôme (Körkarlen), de Victor Sjöström
- 1933 : Vad veta väl männen? d'Edvin Adolphson
- 1934 : Simon de Backabo (Simon i Backabo), de Gustaf Edgren
- 1938 : Visage de femme (En kvinnas ansikte), de Gustaf Molander
- 1940 : Un crime (Ett brott), d'Anders Henrikson
- 1941 : Striden går vidare de Gustaf Molander
- 1942 : Rid i natt!, de Gustaf Molander
- 1943 : Jag dräpte d'Olof Molander
- 1944 : Prins Gustaf de Schamyl Bauman
- 1944 : L'Empereur du Portugal (Kejsaren af Portugalien), de Gustaf Molander
- 1944 : La Sorcière (Flickan och djävulen), de Hampe Faustman
- 1946 : Driver dagg faller regn de Gustaf Edgren
- 1948 : Le Festin (Banketten), de Hasse Ekman
- 1948 : Sensualité (Eva), de Gustaf Molander
- 1949 : La Fille du troisième rang (Flickan från tredje raden), de Hasse Ekman